# Депозит за пляшки

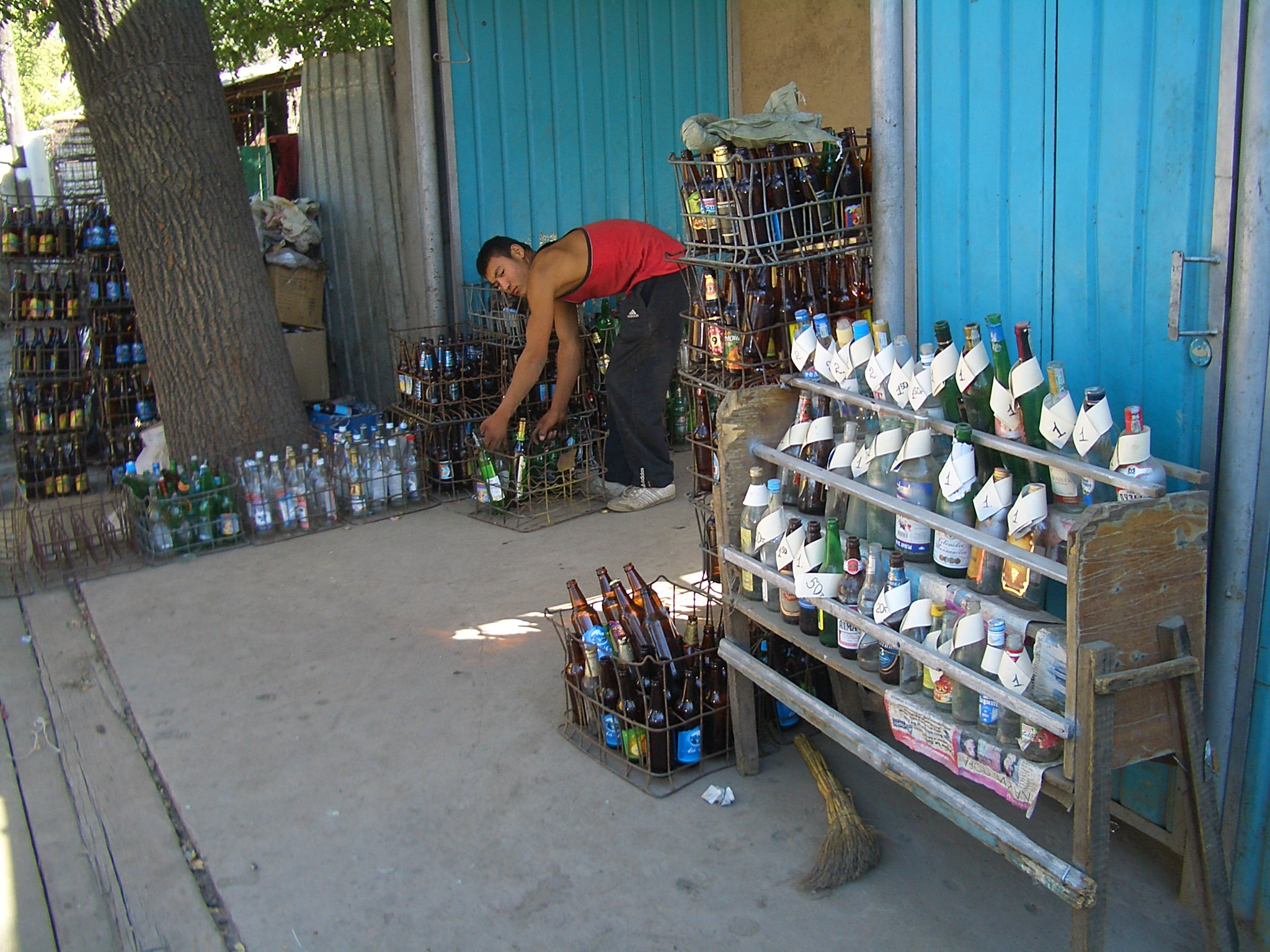
Багаторазові скляні пляшки збирають і повертають депозити на пункті приймання в Бішкеку, Киргизстан. Депозит має розмір від 50 тиїнів до 2 сомів для різних типів пляшок, як наведено на зразках на стійці.

Законодавство щодо застави за тару (також відоме як система відшкодування застави чи «депозит за пляшки») — будь-який закон, який вимагає утримання грошової застави (депозиту) на тару з-під напоїв (багаторазового або одноразового використання) в точці продажу. Коли тара повертається в авторизований центр викупу (або точку роздрібної торгівлі у деяких юрисдикціях), депозит частково або повністю повертається тому, хто її повернув (передбачається, що первинний покупець).
Уряди можуть приймати закони щодо утримання застави за тару з кількох причин, включаючи, наприклад:
- для стимулювання переробки і доповнення наявних програм утилізації, щоб зменшити використання енергії і матеріалів для упаковки;
- для таргетованого зменшення сміття з пляшок для напоїв вздовж доріг, річок та озер, а також на іншій суспільній або приватній власності (таки номінальний депозит дає економічний стимул, щоб очистити накопичення сміття; це є важливим джерелом доходу для бідних осіб і неприбуткових громадських організацій)
- для продовження часу корисної роботи сміттєзвалищ, створення яких фінансується за рахунок платників податків.

Не погашена сума застави часто використовується дистриб'юторами або виробниками напоїв/пляшок для покриття витрат системи (включаючи плати за обробку, сплачену продавцям, або плату, щоб збирати, сортувати і транспортувати упаковку) або передається державним органам, задіяним у фінансуванні екологічних програм.

## Історія
«A & R Thwaites & Co» в Дубліні, Ірландія, 1799 року повідомило про продаж штучної «газованої води» і що вони заплатять 2 шилінга за дюжину повернутих пляшок. «Schweppes», який також був у бізнесі штучно створених мінеральних вод, мав аналогічну політику повернення близько 1800 року, без всякого законодавства. Шотландські компанії з виробництва бутильованої води також добровільно ввели таку схему, щоб сприяти поверненню їх пляшок для повторного використання. У Швеції стандартна система депозитів за пляшки та ресайклінгу була заснована 1884 року; пізніше вимога громадськості про введення депозиту за алюмінієві банки для зменшення засмічення призвели до закону 1984 року.
Законодавчо оформлена система повернення депозитів у Британській Колумбії, Канада, прийнята 1970 року, є найстарішою такою програмою у Північній Америці.

## Законодавство щодо застави за тару у розрізі країн

### Австралія

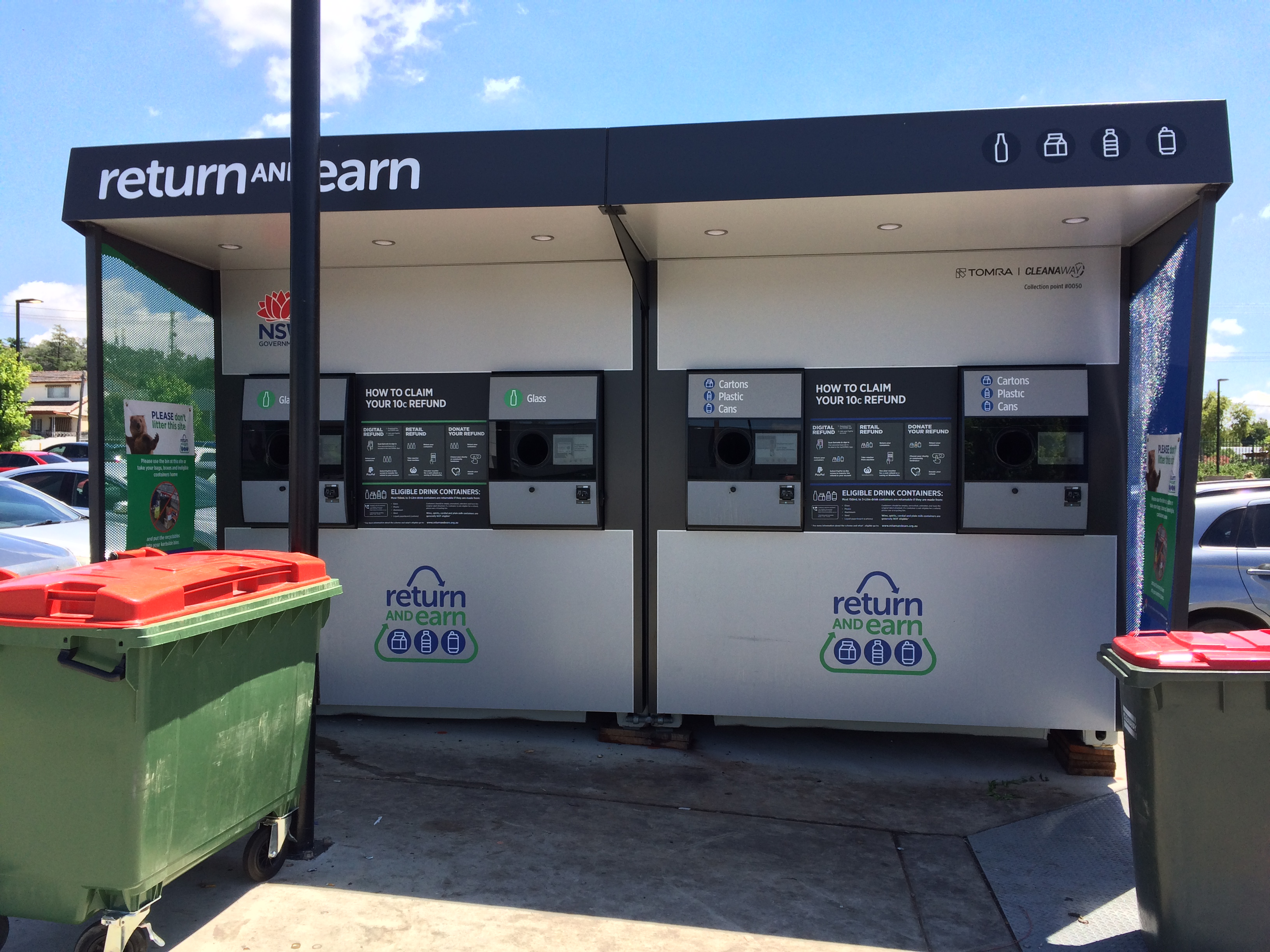
Автомат для повернення упаковки у Корінгалі, Новий Південний Уельс

В часи, коли пляшки мили та використовували повторно, виробники напоїв платили за повернення їх (власних) контейнерів, але з появою одноразової упаковки для них стала можлива велика економія, адже  питання утилізації перейшло до споживача.
Щорічна кількість упаковки напоїв, яка викидається на звалище або в оточуюче середовище, становить 8 млрд.шт. Запровадження національного законодавства щодо застави за упаковку в Австралії стикнулося зі спротивом виробників напоїв і розбіжностями у ставленні міх її штатами, але в цілому спостерігається зростання динаміки експлуатованих схем депозитів за пляшки на рівні окремих штатів. В даний час усіх штатах, за винятком Вікторії і Тасманії, мають якусь таку схему.  Прихильники стверджують, що це самий ефективний спосіб зменшити згаданий обсяг сміття, а також підвищити рівень переробки. Схема також має багато переваг, таких як слугування можливим джерелом доходів для благодійних організацій і кілька тисяч нових робочих місць, що неможливо досягти за допомогою інших підходів.
- Штат Південна Австралія стягує депозит в розмірі 10 центів за коробку, банку або пляшку напоїв (тільки контейнери, позначені прийнятними для відшкодування; не включає пляшки для вина & парфумів пляшки, молочні коробки або коробки для концентрованих та/або овочевих соків, призначених для розведення перед вживанням). Ця схема працює з 1977 року.[6] Середній рівень відшкодування (тобто повернення упаковки) становить 79,9 %.[7]
- Північна територія ввела депозитні схеми для упаковки 2012 року. Застава у 10 центів повертається для упаковки всіх напоїв, за винятком неароматизованого молока, соєвого молока, концентрованих фруктових/овочевих соків та пляшок з-під вина чи шампанського. Невикористана застава лишається у виробника. У 2015—2016 роках рівень повернення склав 54 %.[8]
- Штат Новий Південний Уельс розпочав 10-центову депозитну схему з 1 грудня 2017 р.[9] Очікується, що програма подвоїть відсоток переробки упаковки для напоїв до приблизно 80 %.
- У 2016 році уряд Квінсленду про намір ввести депозитну схему для упаковки з липня 2018 р.[10] Передбачається, що схема 10 центів  за упаковку буде запроваджена для порожньої тари з-під напоїв об'ємом між 150 мл і 3л.
- Штат Західна Австралія передбачає запровадити цю схему з 2019 р.[11] для окремих ємностей з-під напоїв об'ємом від 150 мл до 3 л і не буде включати пляшки для вина і міцних алкогольних напоїв, упаковки для молока і соку.[12]

### Бельгія
Пивні пляшки об'ємом 250 або 330 мл підпадають під депозит €0.10, більш великі (750 мл або 1 л) — €0.20. Деякі пляшки для фруктового соку, такі як ті, що продаються Oxfam Wereldwinkels/Magasins du Monde, мають депозит €0.30. Деякі жорсткі пластикові пляшки з-під молока (напр., Delhaize) мають депозит €0.20.

### Велика Британія
До початку 21-го століття більшість британського пляшкового пива продавалась в стандартних пляшках розміром кварту, пінту, півпінту і третину пінти, хоча деякі пивовари надавали перевагу своїм власним відмінним пляшкам. Стандартний депозит становив 7 пенні за пінтову пляшку і 5 пенні за пів-пінти. Однак відсутність законодавства перехід від продажу в пабах до супермаркетів і з британської у метричну систему мір мали наслідком відмову промисловості від повторного використання пляшок.
В Англії у січні 2017 р., міністри, як повідомлялося, розглядали питання запровадження  депозиту у розмірі 10 або 20 пенсів на пластикові пляшки та контейнери після того, як співкерівник Партії зелених  Керолайн Лукас висловила свою підтримку такої схеми в кінці 2016 року. Станом на лютий 2017 запровадження такої схеми на пластикової пляшки було малоймовірно, оскільки уряд відхилив пропозиції про депозитні схеми.
У Шотландії, деякі магазини Tesco мають автомати для повернення, які платять екв. півпенса у клубних пунктах картки лояльності за алюмінієву банку. Крім того 2009 року парламент Шотландії прийняв Акт про зміну клімату, який включає в себе повноваження для шотландських міністрів щодо запровадження національної програми депозитів за тару. Станом на квітень 2017 рух Голіруд про підтримку ідеї маленького депозиту на всю тару для напоїв був підписаний 66 членами шотландського парламенту, в тому числі членами від кожної партії. У травні 2015 року, Асоціація захисту сільської Шотландії опублікувала результати опитування з переважною підтримкою депозиту за тару (78,8 % респондентів). Відомо, що кілька компаній, особливо великі корпорації з виробництва напоїв, як Кока-Кола, виступали проти введення національної депозитної схеми. Витік документів показав, що у  Європі «Кока-Кола» визначає депозитні програми як загрозу і вони збиралися боротися проти. Але в лютому 2017 року компанії з виробництва напоїв несподівано оголосили про свою підтримку програми депозитів за тару в Шотландії, а у інтерв'ю газеті «Independent», «Coca-Cola UK» заявила: «Ми взяли курс на серйозний перегляд нашої стратегії сталої упаковки, щоб зрозуміти, яку роль ми можемо зіграти у розкритті повного потенціалу економіки замкненого циклу у Великій Британії.» 5 вересня 2017, перший міністр Шотландії Нікола Стерджен заявила, що система депозитів за тару буде впроваджена як засіб для вирішення проблеми зростання відходів, але конкретної дати запровадження системи поки не встановлено.
За станом на червень 2015 року, Північна Ірландія розглядала впровадження системи депозитів за тару для напоїв після публікації техніко-економічного обґрунтування схеми повернення депозиту за тару в Шотландії. Схема поки не реалізована.

### Данія
У Данії продаж напоїв у алюмінієвій тарі було заборонено в період між 1982 і 2002 рр. Однак ця постанова порушувала право Європейського Союзу. Європейський Союз змусив Данію скасувати заборону і новий закон, прийнятий 2002 р., запровадив депозитну схему за тару. Дія закону поширюється на пиво (вміст спирту >0.5 % за обсягом), газовані безалкогольні напої (вміст алкоголю 0-0,5 %), енергетичні напої, мінеральну воду, холодний чай, готові до вживання напої і суміші (вміст алкоголю 0,5 %-10 %). Виключені з програми фруктові пюре, соки, какао, вина, міцні алкогольні напої і молоко. Депозити наступні:
- Металева, скляна, пластикова тара менші 1л: 1 данська крона
- Пластикові  пляшки 0.5 л: 1,5 крони
- Металева, скляна, пластикова тара, рівна або більша 1л: 3 крони

Оператором депозитної системи є «Dansk Retursystem A/S», приватна некомерційна організація. Великий відсоток збору (95 %) відбувається автоматично через автомати повернення, 5 % — вручну. У 2014 році система досягла загального відсотку повернення 89 %.

### Естонія
В Естонії з 2005 року запроваджена універсальна система депозиту і рециркуляції для одноразової і багаторазової тари. Сюди входять безалкогольні напої, вода, пиво, сидр, соки, концентрати соків, нектарів та слабоалкогольні напої (до 6 % за об'ємом). Система не охоплює міцні алкогольні напої, такі як вино чи горілка, скляні банки або тетрапаки. Депозит €0.10 діє на всю металеву, пластикову і скляну тару для напоїв будь-яких розмірів. Система управляється компанією «Eesti Pandipakend oü», яка є організацією відповідальності виробників, що представляє естонську Асоціацію пивоварів, Асоціацію виробників безалкогольних напоїв, Асоціацію імпортерів безалкогольних напоїв та пива та естонську Асоціацію роздрібних торговців.
У 2015 році 90 % всіх ПЕТ-пляшок, 70 % всіх алюмінієвих банок і 87 % всіх скляних пляшок, які були продані в Естонії, були повернуті для утилізації та/або повторного використання. Загальний відсоток повернення склав 82,3 %.

### Ізраїль
В Ізраїлі встановлений депозит у 0,3 шекеля (₪) на тару з-під напоїв об'ємом понад 100 мл та до 5л, за винятком молочних продуктів. Системою управляє ELA Recycling Corporation, приватна некомерційна організація, що належить ізраїльським  виробникам напоїв. Магазини зобов'язані приймати пляшки, якщо вони їх продали або мають площу більш 28 квадратних метрів і продають напої виробника або імпортера, якому належить пляшка. Компанії не зобов'язані приймати більше 50 пляшок від одного клієнта у день. 
У 2015 році відсоток повернення по системі досяг 77 %.
Більшість пивних пляшок 500 мл (місцеві бренди, такі як «Голдстар» і «Маккабі» плюс деякі імпортні як «Карлсберг» і «Туборг») мають депозит у ₪1.20, і охоче приймаються навіть малими магазинами. Пластикові пляшки для води, скляні винні пляшки та банки з-під газованих напоїв в основному приймають великі мережі супермаркетів, у деяких із них встановлені автомати для повернення.

### Ісландія
Ісландія має депозитну систему в національному масштабі для широкого спектра тари (пластик, алюміній і скло) з 1989 року. Всі готові до вживання напої, вино і спиртні напої входять у програму. Молоко, молочні продукти, сокові екстракти виключаються. Депозит однаковий для всіх пляшок і банок: 16 ісландських крон.
Коефіцієнт повернення становить близько 90 % для алюмінію, 87 % — ПЕТ і 83 % — скло.

### Канада
У 1970-х роках Британська Колумбія стала першою канадською провінцією, яка запровадила обов'язкову систему повернення депозитів за упаковку для безалкогольних напоїв та пива. Сьогодні практично всі провінції і території Канади наслідували її приклад; територія Нунавут є єдиною юрисдикцією в Канаді, яка не запровадила якоїсь системи повернення депозитів.
Депозити мають розмір від 0,05 до 0,40 канадських доларів за одиницю в залежності від матеріалу і розміру контейнера і того, чи  контейнер з-під алкогольного або безалкогольного напою.
Нижче наводиться короткий опис кожної програми:
- Британська Колумбія: Початкова програма стосувалась лише газованих безалкогольних напоїв та пива; пізніше вона була розширена на всі готові до вживання напої в упаковці, закритій виробником (бутильовану воду, соки, «модні» напої та алкоголь), крім молока та молокозамінників. Зараз у штаті дві агенції виконують зобов'язання з утримання депозиту від імені виробників напоїв: Encorp Pacific (за безалкогольні напої, вино, міцні алкогольні напої, деякі види сидрів, коктейлів та імпортного) та Brewers Distributor Ltd. (для місцевих коктейлів, пива та сидрів). У 2014 році програма штату зібрала 968,5 млн шт. тари (середній відсоток збору — 84 %).
- Альберта: Вся тара для напоїв (скляні пляшки, металеві банки, Tetra Pak, картонні пляшки з гейбл-топ, кульки-в-коробках, пластикові пляшки та пакети), включно з тарою для молока (Альберта була першою юрисдикцією у Північній Америці, яка встановила депозит на молочну тару у червні 2009), підлягає сплаті депозиту у точці продажу; 10¢ за тару 1л чи менше та 25¢ за тару об'ємом більше 1л. Тару можна здавати у точках збору, де її приймає «Alberta Beverage Container Recycling Corporation». У 2014 загальний рівень повернення склав 83 % (понад 2 млрд.одиниць тари).
- Саскачеван: Програма, заснована 1988 року, застосовується до всієї тари на готові до споживання напої, крім молока та молокозамінних продуктів, харчових замінників та дієтичних добавок. «SARCAN Recycling» відповідає за адміністрування програми на підставі контракту з Міністерством навколишнього середовища Саскачевану. У податковому році 2014—2015 загальний рівень повернення склав 87 % (405,6 млн од. тари).
- Манітоба: Програма, запроваджена 2010 року, обмежується пивною тарою, депозит за яку складає CAD$0,10 чи $0,20 залежно від розміру. Інша тара (крім молока) підлягає податку у розмірі $0,02 за одиницю (комісія за переробку тари) та може перероблятись в рамках муніципальних програм збору відходів.
- Онтаріо: Програма, запроваджена 2007 року, є добровільною програмою місцевого уряду, яка покриває різноманітну тару з-під вина, міцних алкогольних напоїв та імпортованого пива. Оскільки відсутній закон, який вимагає депозит на тару з-під вина і міцних алкогольних напоїв, їх можна додавати до муніципальних програм блакитних контейнерів. Одноразова та багаторазова пивна тара збирається в рамках іншої програми, яку адмініструє Brewers Retail Inc. (пивні магазини). Тару приймають 879 пунктів, у тому числі пивні магазини, 113 пивоварень (лише пивну тару), роздрібні магазини-партнери та компанії, які займаються прийманням порожньої тари. Зібрана тара доставляється до центрів переробки відходів, а багаторазова — до виробників пива для повторного використання. Загальний рівень повернення склав 89 % у 2014—2015 рр., а багаторазових пивних пляшок — 98 %.
- Квебек: Система, заснована 1984 року, покриває тару з-під пива та газованих безалкогольних напоїв. Розмір депозиту складає від CAD$0.05¢ до $0.20 в залежності від розміру, матеріалу та виду напою. Програму від імені галузі адмініструють «Boissons Gazeuses Environnement» (одноразова тара для газованих напоїв) та «Recyc-Quebec» (пивна тара). У 2014 році загальний рівень повернення склав 78 % (з урахуванням багаторазових пляшок).
- Нью-Брансвік: Програма, створена 1992, покриває всю одноразову тару з-під готових до споживання напоїв об'ємом до 5л, у тому числі безалкогольних і слабоалкогольних напоїв, пива, вина, міцних алкогольних напоїв, фруктових та овочевих соків. Не підпадає тара для молока та молокопродуктів (у тому числі замінників) та обробленого яблучного сидру. «Encorp Atlantic Inc.» — агенція, уповноважена на збирання, транспортування та часткову переробку тари з-під безалкогольних напоїв від імені власників торгових марок, а «New Brunswick Liquor» відповідає за збір тари з-пі алкогольних напоїв. Загальний нагляд за програмою здійснює Департамент навколишнього середовища. Особливістю програми є те, що лише 50 % початкового депозиту повертається тому, хто здав тару, а друга половина використовується для покриття витрат на адміністрування програми та поповнення Трастового фонду навколишнього середовища провінції (Environmental Trust Fund), кошти якого використовуються на збереження навколишнього середовища та інші ініціативи провінції, спрямовані на зменшення відходів. 2014 року загальний рівень повернення одноразової тари склав 73 %.
- Нова Шотландія: Програма, що діє з 1996 р., покриває всю одноразову тару з-під готових до споживання напоїв за виключенням молока, молочних продуктів, соєвого молока та рисових напоїв, певні замісники страв, формульовані рідкі дієти, страви для дуже низькоенергетичних дієт, згущені соки, дитячі формули, концентрати та безалкогольні напої у тарі понад 5л. Програмою управляє DivertNS (раніше Resource Recovery Fund Board Inc.). За цією програмою також повертається лише половина депозиту, а решту DivertNS використовує на покриття витрат програми. 2014 року загальний рівень повернення одноразової тари склав 84 % (334 млн од.).
- Острів Принца Едварда: Програма запущена 2008 року на заміну закону, який забороняв продаж безалкогольних напоїв у одноразовій тарі. Програму адмініструє Департамент навколишнього середовища, енергії та лісового господарства. Під програму потрапляє вся тара для готових до вживання напоїв об'ємом до 5л, крім тари для молочних продуктів, молокозамінників та харчових добавок. Схоже на інші атлантичні провінції Канади, тому, хто здає тару, сплачується лише половина початкового депозиту. У 2014—2015 році загальний відсоток повернення одноразової тари склав 80 %.
- Юкон: Програма, запроваджена 1992 р., покриває всю тару для готових до вживання напоїв зі скла, пластику, біметалу, алюмінію, змішаних матеріалів. Програмою управляє Департамент послуг спільноти. Загальна націнка за тару складається зі сплачуваного депозиту та плати за управління, яка не повертається і спрямовується продавцем у територіальний Фонд переробки (Recycling Fund). Туди є спрямовуються несплачена частина депозитів. У 2014 році загальний відсоток повернення одноразової тари склав 82 %. З другої половини 2017 року до програми були внесені зміни, якими включено тару для молока та молочних продуктів та спрощено регулювання — тепер вся тара підпадає під одну з двох категорій: (1) 750мл та менше, включно з молоком та замінниками молока (націнка 10 центів, повертаються 5 центів), та (2) понад 750мл (націнка 35 центів, повертаються 25 центів).
- Північно-Західні території: Програма, розпочата наприкінці 2005 р., покриває всю тару для готових до вживання напоїв зі скла, пластику, біметалу, алюмінію, змішаних матеріалів, включно з тарою для соку, молока та рідких молочних продуктів (додані 2010 р.). Виключена тара для дитячого харчування; тара для молока та рідких молочних продуктів об'ємом менше 30 мл та сухого молока. Адмініструє програму Департамент навколишнього середовища та природних ресурсів. Схоже на програму Юкона, загальна націнка за тару складається зі сплачуваного депозиту та плати за управління, яка не повертається і спрямовується у Фонд навколишнього середовища (Environment Fund), де використовується для покриття витрат програми. У фіскальному 2014 році загальний відсоток повернення склав 89 % (26 млн од. тари).

### Литва
У лютому 2016 року Литва приєдналась до системи депозитів за тару. Програма є комплексною і стягує заставу з майже всіх видів тари для напоїв, у тому числі з пластику, металу і скла, об'ємами від 0,1л до 3л. Застава поширюється на пиво та пивні коктейлі, сидр і інші зброджені напої; змішані алкогольні й безалкогольні напої; всі види води, соків і нектарів (що продаються в пластиковій, скляній і металевій тарі); плодово-ягідні вина і винні коктейлі, що продаються в пластиковій і металевій тарі. Не підпадають молоко, вино і міцні алкогольні напої. Депозит однаковий для всіх видів тари і становить €0,10 за пляшку/банку. Більшість збору здійснюється за допомогою автоматів для повернення.
Литовською системою повернення депозитів за тару управляє  Užstato Sistemos Administratorius (USAD). 

### Нідерланди
У Нідерландах система депозитів за тару була створена 2005 р. Великі ПЕТ-пляшки з-під води та безалкогольних напоїв об'ємом більше 0,5 л  підлягають депозиту €0,25. Пивні пляшки мають €0,10 депозит, пивні ящики — €1,50. Всі інші напої виключаються. Система, яка управляється компанією «Stichting Retourverpakkingen NL», здійснює в основному автоматизований збір (89 %), і лише 11 % повернень робиться вручну. 
У 2014 році депозитна система Нідерландів зібрала 95 % тари, яка підпадає під дію програми.

### Німеччина

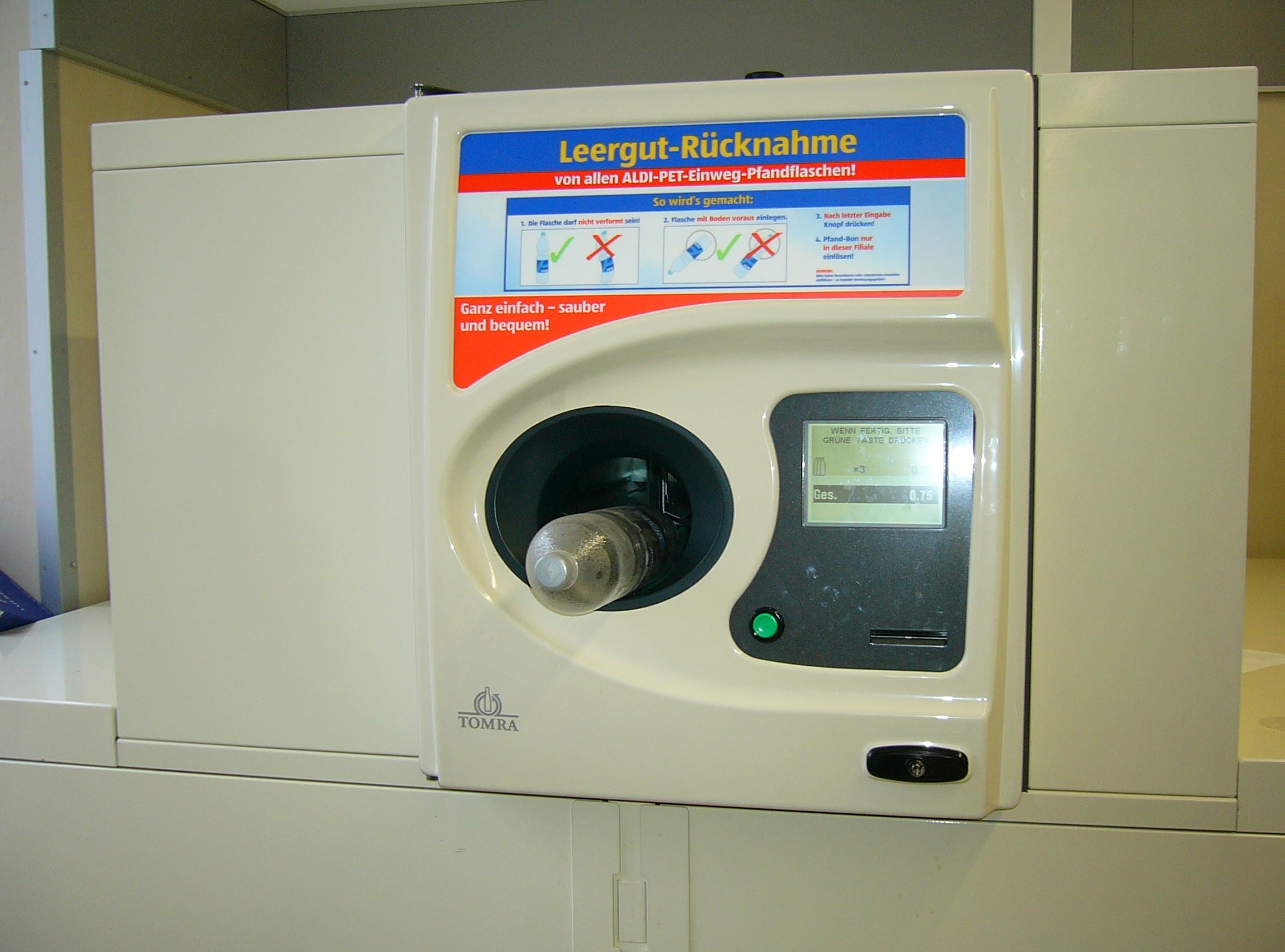
Автомат для повернення в супермаркеті Aldi в Німеччині.

У Німеччині  закон про депозит на тару, відомий як Einwegpfand (одноразовий депозит), був прийнятий 2002 року і введений в дію 1 січня 2003 року. Однак його впровадженню чинили спротив лобістські групи німецьких виробників тари і роздрібної торгівлі. Цей бій також включав суди у Федеральному адміністративному суді Німеччини і Федеральному конституційному суді Німеччини, але всі суди були виграні федеральним урядом Німеччини. Закон поширюється на тару з пластмаси, алюмінію, скла для води, пива, змішаних напоїв, що містять пиво, газованих/негазованих безалкогольних напоїв, а також змішаних алкогольних напоїв. Виключена з програми тара для фруктових і овочевих соків, молочних продуктів, вина, спиртних напоїв, лікерів і деяких дієтичних напоїв. Також виключається тара <0,1л і >3л.
Станом на жовтень 2016 року, стандартний депозит для всієї одноразової тари (алюмінієвих банок, одноразових скляних і пластикових пляшок) об'ємом 0,1-3л становить €0,25. Роздрібні торговці зобов'язані приймати лише ті види тари, які вони продають.
Застава за скляні пляшки не визначена законом. Локально звичайний розмір за деякі винні пляшки становить €0,02, €0,08 для пивних пляшок до 0,5л і €0,15 за пивні пляшки з кліп-кришками, пивні пляшки понад 0,5л та інші пляшки (в основному з-під води та безалкогольних напоїв, фруктових напоїв, молока, вершків, йогурта). Деякі пляшки мають ще більш високий депозит. Ящики для пляшок мають депозит у розмірі €1,50. Магазини приймають пляшки тільки тих постачальників і розмірів, які вони продають.

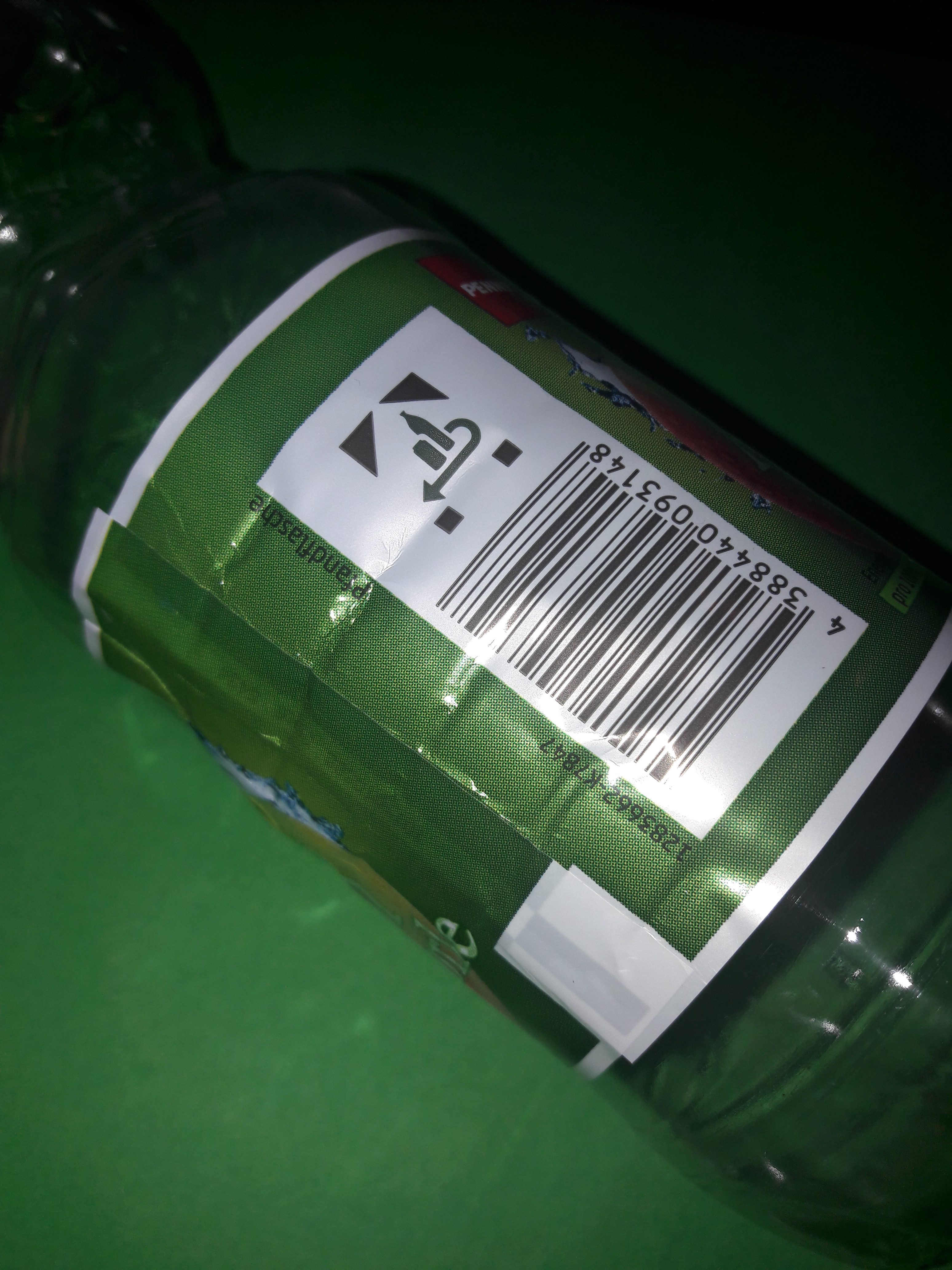
Німецька пляшка із знаком рециркуляції

В Німеччині  бл.80 % збирається автоматизовано і 20 % вручну. Більшість супермаркетів в Німеччині мають автомат для повернення, який призначений для використання клієнтами; він сканує повернення заставної тари і друкує чек на суму повернення, який можна обміняти на готівку або включити до вартості майбутньої покупки.
Супермаркети недалеко від данського кордону створили схему, де скандинавські жителі звільняються від застави, підписавши «експортну декларацію» і за умови, що банки вивозяться протягом 24 годин і вміст не споживається в Німеччині.

### Нова Зеландія
Нова Зеландія прийняла закон про мінімізацію відходів 2008 року. Він передбачає нагляд за продукцією, з якої система депозитів за тару — найбільш відомий вид. Найбільш поширений депозит за пивні пляшки.

### Норвегія

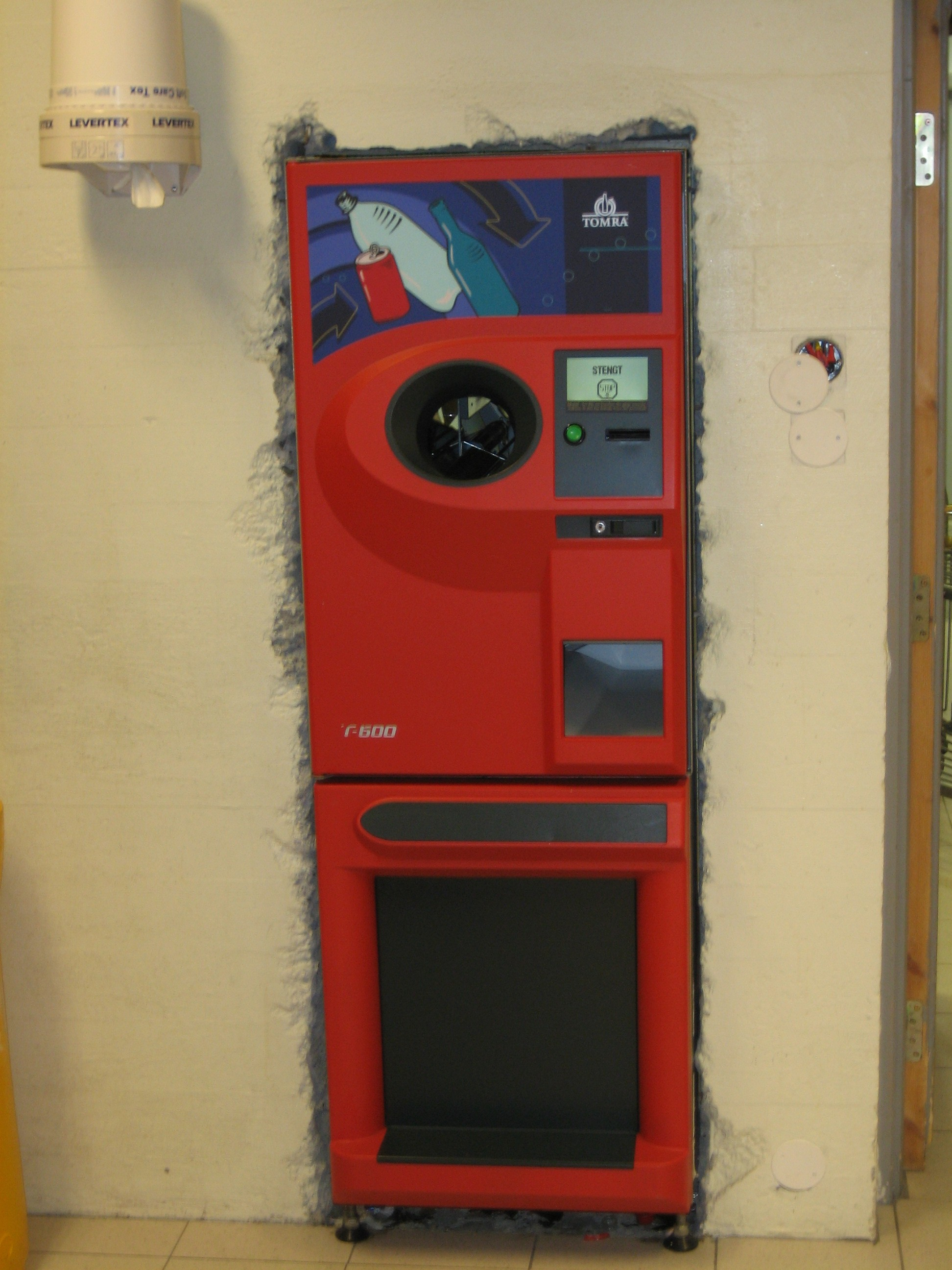
Зворотний автомат компанії Tomra у Хаммерфесті, Норвегія

Автоматизована переробка пляшок здійснюється з 1970-х років. Схоже на Данію, продаж алюмінієвих банок для напоїв був заборонений в Норвегії до кінця 20-го століття. У 1999 році був прийнятий закон про депозит за тару, який скасував цю постанову. Сьогодні в Норвегії існують такі депозити за тару:
- Металеві банки, скляні і пластикові пляшки до 0,5 л: 2,0 крони
- Банки, скляні і пластикові пляшки понад 0,5 л: 3 крони
- Ящики також повертаються.

Infinitum AS [Архівовано 7 червня 2022 у Wayback Machine.] (раніше Norsk Resirk A/S) є відповідальною за забезпечення функціонування національної системи одноразових пластикових пляшок і банок для напоїв у Норвегії. Ця некомерційна корпорація була заснована 1999 р. і належить підприємствам і організаціям у харчовій промисловості та продовольчій торгівлі.
Норвезька система працює таким чином, що акцизний податок зменшується зі зростанням відсотку повернення тари, що означає, наприклад, що 90 % повернення для банок дає 90 % знижки на акциз. Це дозволяє напоям продаватися за нижчими цінами.
В 2014 році 95,4 % ПЕТ-пляшок та 96,6 % всіх банок для напоїв в Норвегії були повернуті за цією схемою.
Депозити на тару для напоїв мають довгу історію в Норвегії, починаючи з депозитів на пивні пляшки з 1902 р. Депозит тоді становив 0.06 кр (або 3.30 крони в цінах 2006 р.). Пізніша ця умова про депозит була розширена на пляшки для безалкогольних напоїв.
До 1 січня 2001 року урядова вино-горілчана монополія «Vinmonopolet» мала депозит на продукти, вироблені самою компанією, тобто не включала імпортні продукти.
Всіх продавці напоїв, тара яких підпадає під депозит, за законом зобов'язані приймати порожні контейнери за гроші. Станом на 2016 р. існує понад 15 000 точок прийому у Норвегії; 95 % збору здійснюється автоматизовано (за допомогою автоматів для повернення) і тільки 5 % вручну. Більшість автоматів для повернення в Норвегії вироблені компанією Tomra Systems ASA.

### США
У США закони щодо депозитів за тару в народі називають «закони про пляшки» за Орегонським законом про пляшки; Орегон був першим американським штатом, який прийняв закон про депозити за тару 1971 р. Зараз є 10 штатів, в яких діють подібні закони.
Зусилля, щоб прийняти закон про депозит за тару в 39 штатах, які їх не мають, часто політично оскаржуються. Індустрія виробників тари для напоїв у США, у тому числі компанії по розливу води, газованої води, пива, і корпоративні власники мереж магазинів витрачають великі суми на лобіювання проти введення нових і змінених законів про депозит на тару для напоїв, тому з 2005 року не було прийнято жодного нового закону на цю тему, а штат Делавер скасував свій закон 1982  року у 2010 році на користь невідшкодовуваного податку у 0,04 $ за тару проданого напою (Універсальний закон про переробку).
Досвід 10 штатів, яких діє депозит за тару:
- Каліфорнія: закон було прийнято 1981 року. Система управляється CalRecycle. Стягується депозит у розмірі  0,05$ на тару об'ємом менше 24 рідких унцій (бл.0,7л) і 0,1$  для тари понад 24 рідких унцій. Депозит застосовується для пластикових, алюмінієвих, біметалічних і скляних ємностей, у тому числі з-під пива, солоду, вина і міцних спиртних напоїв та безалкогольних напоїв. Виключаються молоко, 100 % фруктовий сік об'ємом понад 46 унцій, овочеві соки об'ємом понад 16 унцій та тара багаторазового використання. Загальний відсоток повернення у 2015 році склав 81 %.
- Коннектикут: Закон був прийнятий 1980 року і розширений у 2009 році, щоб включати воду в пляшках. Програма тепер включає в себе пиво, солод, безалкогольні газовані і негазовані напої в пластиковій, металевій або скляній тарі об'ємом <3Л. Соки і тара HDPE звільняються від депозиту. Депозит є однаковим для всіх типів тари і становить $0,05. У 2015 році відсоток повернення склав 50 % (до запровадження депозиту на пляшки з водою відсоток був  вищий — 65-70 %).
- Гаваї: Закон був прийнятий 2005 року. Система управляється урядом штату. Депозит  у сумі $0,05 нараховується на всю пластикову (PET, HDPE), металеву, бі-металеву і скляну тару з-під напоїв об'ємом 2 л або менше, за винятком молока та молочних продуктів. У 2015 році загальний відсоток повернення склав 68 %.
- Айова: закон 1979 року охоплює пиво, газовані безалкогольні напої, мінеральну воду, винні коктейлі, вино і міцні алкогольні напої. Приймаються всі типи тари, в тому числі закриті скляні, пластикові або металеві пляшки, банки або картонні коробки. Фруктові і овочеві соки, фруктові напої, а також молоко і молочні продукти звільнені. Депозит єдиний для всіх категорій і становить $0,05. Середній відсоток повернення — близько 86 %.
- Мен: закон 1978 року стягує депозит в розмірі $0,05 на пластику, металеву та скляну тару та $0,015 для більшості пляшок з-під вина та міцних алкогольних напоїв. Всі напої в ємностях 4л і менше включені у систему, за винятком молочних продуктів і необробленого сидру. 2015 року середній відсоток повернення склав 90 %.
- Массачусетс: закон 1983 року стосується пива, солоду, безалкогольних газованих напоїв і мінеральної води в пластиковій, металевій, біметалічній або скляній тарі (або будь-яке поєднання цих матеріалів). Депозит стягується у розмірі $0.05. У 2015 році загальний відсоток повернення склав 57 %.
- Мічиган: закон 1978 року стягує депозит у розмірі 0,10$ на пластикову, металеву, скляну і паперову тару об'ємом менше 1 галона з-під таких напоїв, як пиво/ель, безалкогольні напої, мінеральна і газована вода, винні коктейлі, консервовані коктейлі і солодові напої. Молоко, сік, чай, спортивні напої і напої у фользі виключаються. У 2014 році середній відсоток повернення склав 94 %.
- Нью-Йорк: закон 1983 року стягує депозит 0.05$ на пластикову, металеву, скляну тару об'ємом 3.78 л або менше. Депозит застосовується для газованих безалкогольних напоїв, газованої води, енергетичних напоїв, соків (менше <100 % соку), пива та інших солодових напоїв, мінеральної води, виноробної продукції, води без цукру, в тому числі ароматизованої або вітамінізованої. Виключені з програми молочні продукти, вина і міцні алкогольні напої, чай, спортивні напої тощо. У 2015 році відсоток повернення склав 65 %.
- Орегон: закон 1972 року є найстарішим в США і покриває металеву, пластикову і скляну тару з-під напоїв, що містить воду/ароматизовану воду, пиво/ель, соки, газовану вода, мінеральна вода, чай, соки і газовані безалкогольні напої об'ємом 3л або менше. Вино і лікер, а також молоко і молочні замінники виключаються з програми. До квітня 2017 року депозит становив $0.05 за од., тепер — $0.10 за од.
- Вермонт: закон 1973 року стягує депозит у розмірі 0.05$ на пластикову, металеву і скляну тару з-під пива, винних напоїв та інших солодових напоїв, безалкогольних напоїв та інших газованих напоїв. На більшість лікеро-горілчаних пляшок  стягується депозит в розмірі $0,15. Вино і міцний сидр, вода, молоко, соки, спортивні напої та інші негазовані напої не підпадають під закон. У 2012—2013 рр., система домоглася відсотку повернення у розмірі 75 %.

### Угорщина
В Угорщині стандартні пляшки для пива, вина і міцних алкогольних напоїв підпадають під депозитну систему, яка була лібералізована в недавньому минулому. Пивні пляшки коштують 25 форинтів, а за пляшки для вина і міцного алкоголю сума визначається трейдером; це можуть використовувати люди, купуючи напій в певному магазині і принісши пляшку назад до суперника, у кого більше депозит. ПЕТ-пляшки та металеву тару з-під напоїв  приймають тільки деякі супер — і гіпермаркети, такі як Лідл, Ашан, Теско, Межштанга. Всі вони використовують автомати для збору: для пляшок і, в більшості місць, для ПЕТ-пляшок вони використовують автомати компаній Wincor-Nixdorf  чи Tomra, а алюмінієві банки збираються автоматами угорської ALU-press. Їх перевагою є те, що вони приймають і пресовані банки, а такою мають вбудований прес, таким чином збільшуючи ємність машини. Ціна за тару — 2 форинти за алюмінієву банку та 1 форинт за ПЕТ-пляшку не сильно мотивують людей до повернення такої тари.

### Фіджі
Програма розвитку Організації Об'єднаних Націй фінансує техніко-економічне обґрунтування щодо можливості створення системи повернення депозитів на Фіджі, спираючись на досвід успішних проектів у Кірибаті та Федеративних Штатах Мікронезії.
У 2011 році уряд Фіджі затвердив Правила управління навколишнім середовищем [Переробка та утилізація відходів][поправка] 2011" і "Правила раціонального природокористування [Депозит за тару]  2011. Правила забезпечують правову основу для запровадження системи депозитів і повернення тари, і дозволяють виробникам і імпортерам напоїв відкорегувати ціни на суму депозитів. Правила також дозволять Департаменту навколишнього середовища зареєструвати і створити керівний орган, який буде керувати системою депозитів за тару і створити рахунок оборотних коштів, на який будуть зараховуватись всі депозити, сплачені виробниками проданих напоїв, та з якого відраховуватись кошти за повернуту тару. Більш докладної інформації немає.

### Фінляндія
Депозити були введені на алюмінієві банки 1996 р., на ПЕТ пляшки — 2008 р. і на скляні пляшки — 2012 р. Майже всі безалкогольні напої покриваються програмою, а також пиво, сидр, алкогольні напої, спортивні напої, сік і лікер/спиртні напої/вино, що продається Alko. Молоко не підпадає під депозит. Система управляється «Suomen palautuspakkaus Oy» (скорочено Palpa), яке є приватним консорціумом виробників та імпортерів напоїв. В 2016 році було повернуто 96 % алюмінієвих банок, 92 % ПЕТ-пляшок, одноразової скляної тари — 88 %. Утримуються такі депозити:
- Пластикова тара <0,5л: €0,1
- Пластикова тара 0,5-1л: €0,2
- Пластикова тара >1л: €0,4
- Металева тара: €0,15
- Скляна тара: €0,1

Схема, в технічному сенсі, є добровільною і Palpa не має юридичної монополії на систему депозитів за тару. Тим не менш, це єдина така система, що працює. Тара для напоїв, яка не входить до системи депозитів за тару, обкладається акцизом в розмірі €0.51/л, незалежно від розміру тари. Податок настільки високий, що, по суті, всі виробники та імпортери напоїв воліють приєднатися до системи Palpa замість сплати акцизного податку.

### Хорватія
З 2006 року покупці сплачують заставу в розмірі 0,5 хорватських кун за одноразову тару (крім молочної продукції) з мінімальним об'ємом 200мл. Роздрібні торговці площею більше 200м2 зобов'язані приймати тару. Збір тари проводиться в основному вручну, деколи — автоматами  повернення тари. Роздрібні торговці повинні сортувати контейнерів за типом матеріалу (ПЕТ-пляшки, алюмінієві/сталеві банки і скляні пляшки). Схема управляється урядом, який встановив цільовий показник збору 95 %. У 2015 році схема дозволила збір до 90 % всіх одноразових контейнерів, розміщених на хорватському ринку.

### Чехія
У Чехії більшість пива продається в скляних пляшках, за які береться 3 крони депозиту. Ці пляшки збирають магазини і супермаркети, переважно через автомати повернення. Існує також депозит у 100 крон на пластикові ящики на 20 пляшок. Більшість автоматів повернення приймають ящик, повний порожніх пляшок, повертаючи 160 крон. Депозиту за іншу тару не має.

### Швеція

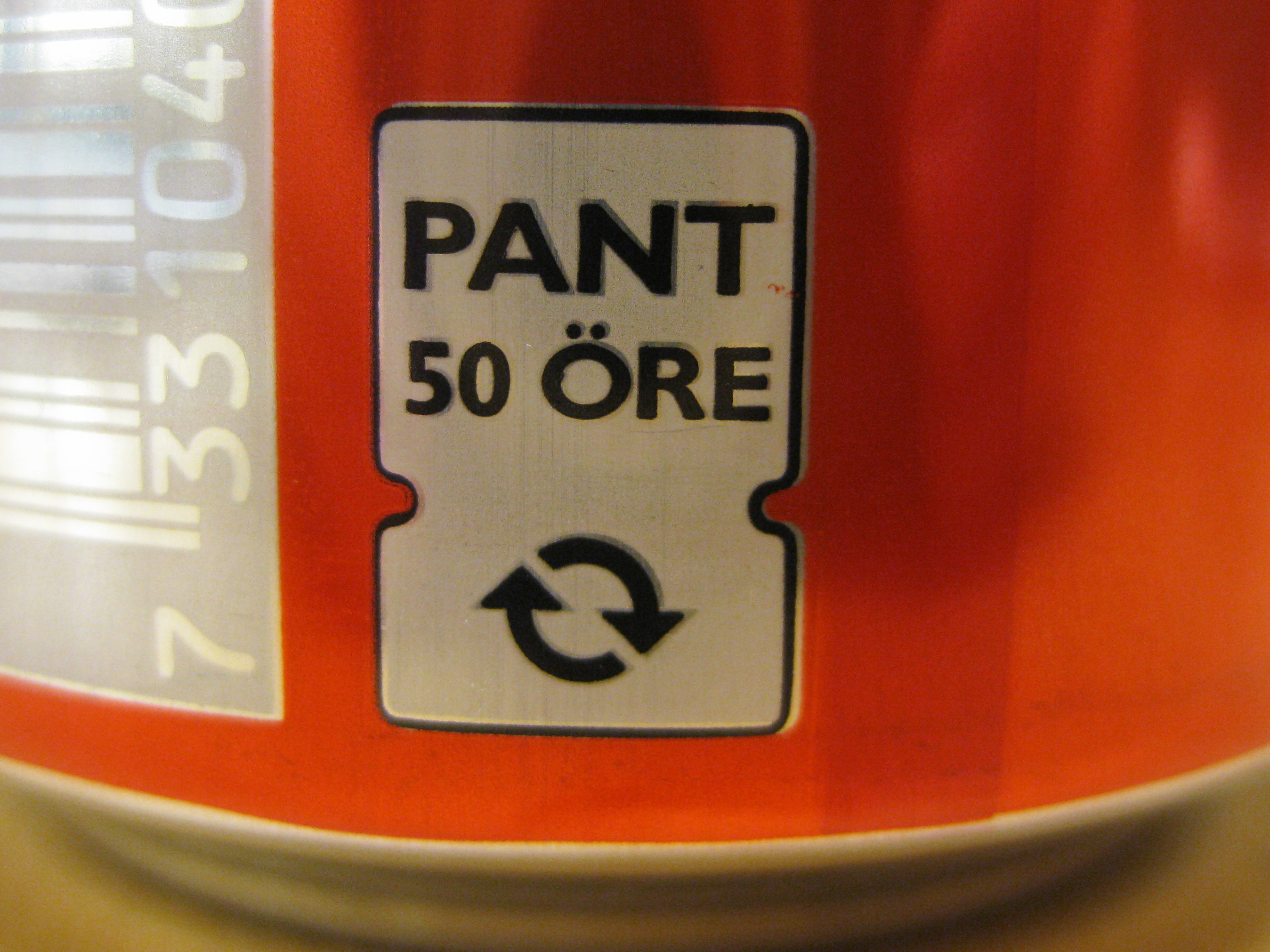
Старий символ про депозит у 50 ері на шведській 0,33л алюмінієвій банці.

У Швеції депозити існують на майже всі готові до вживання напої, включаючи пиво, безалкогольні напої, сидр і бутильовану воду. Молочні продукти, овочеві соки, фруктові соки, а також ягідні напої виключаються з програми. Депозити такі:
- Метал: 1 SEK
- Пластик < 1л: 1 SEK
- Пластик > 1л: 2 SEK
- Скло 0,33л — 0,60 SEK, червоний ящик на 20 пляшок — депозит 22,40 SEK.
- Скло 0,5л — 0,90 SEK, синій ящик на 15 пляшок — депозит 28 SEK.

«AB Svenska Returpack» (Pantamera [Архівовано 7 квітня 2018 у Wayback Machine.]) несе відповідальність за депозитну систему для алюмінієвих банок та ПЕТ-пляшок. Алюмінієві банки мають депозит з 1984 року, ПЕТ-пляшки — 1994 року. «Svensk GlasÅtervinning AB» є відповідальною за депозитну систему для скляних пляшок. Система обороту скляних пляшок була введена 1884 р., а пляшки були вперше стандартизовані 1885 р.
До 1998 року, міцні алкогольні напої та вина в пляшках, що продавались в урядовій монополії роздрібного продажу алкоголю «Systembolaget» також мали депозит, але після дерегуляції постачальників монополії, колишній єдиний постачальник «V&S Group» відмовився від депозиту на свої пляшки, оскільки обмежені форми пляшок ставили його в невигідне становище порівняно з конкурентами. Депозит у «Systembolaget» припинився на початку 1999 року.
Закони щодо систем депозиту за тару були оновлені таким чином, що з 1 січня 2006 року, тара з інших пластмас і металів, наприклад, сталеві банки, можуть бути включені до системи депозитів. Закон також робить незаконним у Швеції продаж готових для споживання напоїв у тарі, які не є частиною авторизованої шведської системи депозитів за тару, за винятком напоїв, які в основному складаються з молочних продуктів або овочевих, фруктових або ягідних соків. Однак деякі постачальники здійснюють приватний імпорт з інших країн (в основному з Східної Європи) без системи депозиту, які таким чином конкурують дещо більш низькою ціною для клієнтів. Переробка цих контрабандних банок не розглядається як проблема, але 2010 року Returpack зробив кампанію, якою пропонував 0,1 крон за кожну імпортовану банку без депозиту на користь WWF і зібрав 17 млн банок. У 2011 році подібна акція повторилася, зібравши майже 18 мільйонів банок.
Бездепозитна скляна тара збираються у великі контейнери для прозорого або кольорового скла, розміщені в центрі в більшості міських районів.
1,5 л багаторазова ПЕТ-пляшка з депозитом у 4.0 крони була замінена на 1.5 л одноразову ПЕТ-пляшку у 2007 році (пляшки для Spendrups) і 2008 році (пляшки для Кока-кола Швеція).
Хоча Швеція є однією з провідних країн у галузі утилізації тари для напоїв, Returpack використовує рекламу для просування додаткової переробки. Наприклад, в одному з них звучали відомі мелодії  «Гуантанамера» і «Pata pata» — що було схоже на гасло Returpack «панта мера» (тобто «більше переробляй»).
У 2016 році рівень утилізації в цілому склав 84,9 % для алюмінієвих банок і ПЕТ-пляшок, що становить 177 штук на людину.

### Швейцарія
У Швейцарії діє постанова уряду, що 75 % тари повинні повертатись, в іншому випадку може бути введена депозитна система.